# Metrosideros umbellata
Metrosideros umbellata (ook bekend als Zuidelijke rata) is een plant uit de mirtefamilie (Myrtaceae). De boom is endemisch in Nieuw-Zeeland. Het is een tot 15 meter hoge boom met een diameter tot 1 meter. De plant heeft in de zomer massa's rode bloemen.

## Beschrijving
De bloemen van de soort hebben een scharlakenrode kleur, met meeldraden van ongeveer 2 centimeter lang. Witte of gele bloemen komen ook voor. De bloei treedt meestal op tussen december en februari, wat afhankelijk is van de lokale omstandigheden. De puntige bladeren zijn tussen de 3 en 6 centimeter lang. Het hout is hard, dicht en zeer sterk. De ruwe schilferige schors is ideaal voor de wortels van epifyten, zoals soorten uit het geslacht Astelia en de soort Freycinetia banksii (Kiekie). Aan de westkust van het Zuidereiland vormt de soort een belangrijke bron van honing. Vogels zoals de kaka, toei, en Maori-belhoningvogel bezoeken de zuidelijke rata om van de overvloedige nectar te profiteren.

## Verspreiding
De soort geeft een voorkeur aan koelere gebieden met een hoge regenval en is een bijzonder algemene soort langs de westkust van het Zuidereiland. De nectar is hier de belangrijkste bron van een lokaal geproduceerde rata-honing. De soort komt lokaal voor op het Noordereiland vanaf 36° zuiderbreedte, maar wordt meestal in de westelijke delen van het Zuidereiland aangetroffen. In een groot deel van het oosten van het Zuidereiland is de soort afwezig. Verder komt de soort ook voor op Stewart Island en op de Aucklandeilanden, waar het zijn zuidelijke grens bereikt.